# Leitmünze
Leitmünze ist ein Begriff aus der Numismatik und hat zwei verschiedene Bedeutungsmöglichkeiten.

## Internationaler Geldverkehr
Im internationalen Geldverkehr ist dies eine Münze, die überregional als Münz- oder Recheneinheit verwendet wird. In der Antike und im Mittelalter haben sich Leitmünzen aus Münzen mit einem stabilen und hohen Edelmetallgehalt entwickelt.
Beispiele für Leitmünzen verschiedener Epochen:
- Antike: attische Drachme, Antoninian[2]
- Mittelalter: Dukaten, Batzen, Goldgulden
- Neuzeit: US-Dollar, Euro

## Archäologie
Im Bereich der Archäologie versteht man unter einer Leitmünze eine Münze, die es ermöglicht, archäologische Funde einer bestimmten Region oder Epoche zuzuordnen. Dies ist möglich über Motive oder Schriftzeichen, die auf der Münze abgebildet sind.